# Пјаца ди Пандола (Салерно)
Пјаца ди Пандола (итал. Piazza di Pandola) је насеље у Италији у округу Салерно, региону Кампанија.
Према процени из 2011. у насељу је живело 1476 становника. Насеље се налази на надморској висини од 175 м.